# HD 68988
HD 68988は、おおぐま座の方向におよそ199光年の距離にある8等星である。周囲に1つの太陽系外惑星が発見されている。

## 特徴
| 太陽 | HD 68988  |
| ---- | --------- |
| 太陽 | Exoplanet |

HD 68988は、G0型に分類されるG型主系列星で、大きさは太陽より若干大きく、表面温度も太陽より少し高い。HD 68988の自転はゆっくりで、彩層の活動は低調である。彩層の活動性から予想される年齢は、60億年であるが、その後の分析ではより若い年齢が示されている。

## 惑星系
2001年、ケック望遠鏡による系外惑星捜索計画の中で、視線速度法によって1つの惑星が、HD 68988の周りに発見された。この惑星HD 68988 bは、下限質量が木星の倍程、公転周期が6.28日の巨大ガス惑星とみられる。HD 68988 bが発見された時に、視線速度の長期的傾向から、第2の惑星が存在する可能性に言及され、2006年には質量と公転周期に具体的な制限が加えられたが、その存在は確定していない。
| 名称 （恒星に近い順） | 質量             | 軌道長半径 （天文単位） | 公転周期 (日)   | 軌道離心率  | 軌道傾斜角 | 半径 |
| --------------------- | ---------------- | ----------------------- | --------------- | ----------- | ---------- | ---- |
| b (Albmi)             | > 1.97 ± 0.10 MJ | 0.07                    | 6.2771 ± 0.0002 | 0.12 ± 0.01 | —          | —    |
| c (未確認)            | > 6 - 20 MJ      | —                       | 4 - 22 ×103     | —           | —          | —    |

## 名称
2019年、世界中の全ての国または地域に1つの系外惑星系を命名する機会を提供する「IAU100 Name ExoWorldsプロジェクト」において、HD 68988とHD 68988 bはノルウェー王国に割り当てられる系外惑星系となった。このプロジェクトは、「国際天文学連合100周年事業」の一環として計画されたイベントの1つで、ノルウェー国内での選考、国際天文学連合 (IAU) への提案を経て、太陽系外惑星とその母星に固有名が承認されるものであった。2019年12月17日、IAUから最終結果が公表され、HD 68988はNásti、HD 68988 bはAlbmiと命名された。Nástiは、ノルウェーを含むラップランドで使用されている北部サーミ語で、「星」を意味する言葉。Albmiは、同じく北部サーミ語で、「空」を意味する言葉である。